# Örnen (1644)
Örnen var ett svenskt mindre örlogsfartyg som byggdes på varvet i Neustadt in Holstein och sjösattes 1644. Hon var bestyckad med 34 kanoner och förekommer i de militära rullorna för året 1672.